# Белдир-Чазы
Белдир-Чазы (тув. Белдир-Чазы) — село в Тере-Хольском кожууне Республики Тыва. Административный центр сумона Каргы.

## История
В 2005 году образован сумон Каргы с центром в селе Белдир-Чазы.

## География
Село находится у р. Каргы, возле впадения реки Хайгыс, в труднодоступной части юго-восточной Тывы, на нагорье Сангилен.
Уличная сеть не развита.
К селу административно относятся местечки (населённые пункты без статуса поселения) м. Адыглыг, м. Барбалык, м. Баян-Кол, м. Бел-Одек, м. Белдир, м. Богур, м. Боштаг, м. Бугалыг, м. Кара-Даг, м. Кызыл-Боом, м. Кыйыг-Адаа, м. Оттуг-Даш, м. Сарызын, м. Тывыдай, м. Узук, м. Узун-Чыл, м. Хайгыс, м. Чалаш, м. Чевеглиг.

## Население
| 2010 | 2011 | 2012 | 2013 | 2014 | 2015 | 2016 |
| ---- | ---- | ---- | ---- | ---- | ---- | ---- |
| 148  | ↘147 | ↘146 | →146 | →146 | ↗148 | ↗149 |
| 2017 | 2018 | 2019 | 2020 | 2021 |      |      |
| ↘147 | ↘146 | ↗147 | ↘146 | ↘92  |      |      |

Коренной народ селения — тувинцы-тоджинцы. В 1991 году они отнесены к числу коренных малочисленных народов Севера по постановлению Правительства РСФСР. Община «Эми» входит в совещательный орган при Правительстве Тувы, призванный защищать права, свободы и законные интересы тувинцев-тоджинцев.

## Инфраструктура
Администрация села Белдир-Чазы.
Администрация сумона Каргы.

## Транспорт
Сельские (поселковые) дороги.